# 매햄매트한 매햄매도프
매햄매트한 매햄매도비치 매햄매도프(아제르바이잔어: Məhəmmədxan Məhəmmədoviç Məhəmmədov, 1998년 1월 27일~) 또는 마고멧한 마고메도비치 마고메도프(러시아어: Магомедхан Магомедович Магомедов)는 러시아 출신 아제르바이잔의 레슬링 선수이다.
2022년부터 아제르바이잔 국가대표로 활동하고 있으며 2024년 하계 올림픽에서 자유형 헤비급 동메달을 획득했다. 또한 세계 선수권 대회에서 은메달 1개, 동메달 1개를 획득했으며 유럽 선수권 대회에서 금메달 1개, 은메달 2개를 획득했다.